# Glycera nigripes
Glycera nigripes är en ringmaskart som beskrevs av Hornell 1891. Glycera nigripes ingår i släktet Glycera och familjen Glyceridae. Inga underarter finns listade i Catalogue of Life.